# Jack Cameron
John Archibald „Jack“ Cameron (* 3. Dezember 1902 in Ottawa, Ontario; † 29. Dezember 1981 in Danville, Virginia, USA) war ein kanadischer Eishockeytorwart. Bei den Olympischen Winterspielen 1924 gewann er als Mitglied der kanadischen Nationalmannschaft die Goldmedaille.

## Karriere
Jack Cameron begann seine Karriere als Eishockeyspieler bei den St. Andrew College Juniors, für die er in der Saison 1921/22 aktiv war. Anschließend wechselte der Torwart zu den Toronto Granites, mit denen er in der Saison 1922/23 auf Anhieb den Allan Cup, den kanadischen Amateurmeistertitel, gewann. Mit den Granites repräsentierte er 1924 Kanada bei den Olympischen Winterspielen. Später zog er in die USA, wo er 1981 im Alter von 79 Jahren starb.

### International
Für Kanada nahm Cameron an den Olympischen Winterspielen 1924 in Chamonix teil, bei denen er mit seiner Mannschaft die Goldmedaille gewann. Im gesamten Turnierverlauf ließ er nur ein Gegentor zu.

## Erfolge und Auszeichnungen
- 1923 Allan-Cup-Gewinn mit den Toronto Granites
- 1924 Goldmedaille bei den Olympischen Winterspielen